# Georg Wilhelm von Driesen
Georg Wilhelm von Driesen (* 8. Juni 1700 in Klein-Gilgehnen; † 2. November 1758 in Dresden) war als preußischer Generalleutnant ein bedeutender Reiterführer im Siebenjährigen Krieg.

## Leben

### Herkunft
Georg Wilhelm war Angehöriger der preußischen Linie derer von Driesen. Seine Eltern waren der kurbrandenburgische Kapitän und Erbherr auf Gilgehnen im ostpreußischen Kreis Mohrungen Georg Wilhelm von Driesen (1670–1724) und Maria Helena von Below aus dem Hause Blumenau (1677–1717).

### Militärkarriere
Driesen war eigentlich für die Wissenschaft vorgesehen und ging 1714 zunächst an das Gymnasium von Elbing. 1717 wechselte er dann an die Universität Königsberg, wo er zunächst Theologie studierte. Dort wurde er von König Friedrich-Wilhelm I. in das Kadettenkorps nach Berlin geholt und am 20. August 1718 als Cornet im Kürassierregiment Nr. 2 angestellt. Der König schenkte ihm dazu ein gutes Pferd und Ausrüstung. Am 22. Mai 1720 wurde er bereits zum Leutnant und am 31. Mai 1731 zum Stabsrittmeister befördert. Er rückte dann unter General Kurt Christoph von Schwerin in Mecklenburg ein. Am 27. November 1739 bekam er seine eigene Kompanie und begab sich auf Werbung im Reich. 1740 wurde er nach Schlesien geschickt. Am 28. März 1741, nunmehr unter Friedrich II., wurde er Major und beteiligte sich an der Belagerung von Brieg.
In der Schlacht bei Chotusitz am 17. Mai 1742 hatte er viel Glück, der Gefangenschaft zu entgehen; er verlor Pferd, Geld, Uhr und Degen, konnte aber entkommen. Für seine Tapferkeit während der Schlacht erhielt er den Pour le Mérite und wurde am 19. Mai zum Oberstleutnant befördert.
Im Zweiten Schlesischen Krieg kämpfte er vor Prag unter Leopold von Anhalt-Dessau in Oberschlesien, sowie in den Schlachten von Hohenfriedberg und Soor. So wurde er am 28. Oktober 1745 zum Oberst befördert. Am 1. September 1752 wurde er zum Generalmajor ernannt. 1754 erhielt er ein Geschenk von 2000 Talern und wurde Amtshauptmann von Osterrode bei einem Gehalt von 1000 Talern.
Am 5. Juli 1755 übernahm er das Kürassierregiment Nr. 7 von Friedrich Siegmund von Bredow, dem er fortan eine Pension von 1000 Talern zahlen musste.
Mit dem Siebenjährigen Krieg kam er wieder nach Sachsen. In der Schlacht bei Lobositz verfehlte ihn eine Kanonenkugel nur knapp. Nach der Schlacht bei Prag nahm er an der Belagerung teil, während der König nach Kolin ging. Unter dem General von Bevern zog er am 22. November 1757 in die Schlacht  bei Breslau. Am 1. Dezember 1757 wurde er Generalleutnant, führte vier Tage später in der Schlacht bei Leuthen den linken Flügel der Reiterei und entschied mit einem gleichzeitigen energischer Einfall in des Feindes Flanke und Rücken die Schlacht.
Am 16. Dezember wurde er zur Eroberung der Festung Liegnitz geschickt, die sich am 28. Dezember ergab. Er zog darauf nach Schweidnitz, welches er am 29. März einschloss und sich am 16. April ergab. Er wurde dann zur Unterstützung von Prinz Heinrich nach Franken geschickt, wo er die Vorhut stellte. Er eroberte einige Städte, die mit reichlich Kontributionen zur Versorgung des Heeres beitragen mussten.
Driesen erkrankte (es heißt an Gicht) und ging zur Kur nach Dresden, wo er am 2. November 1758 starb. Er wurde dort in der Neustädter Kirche begraben.

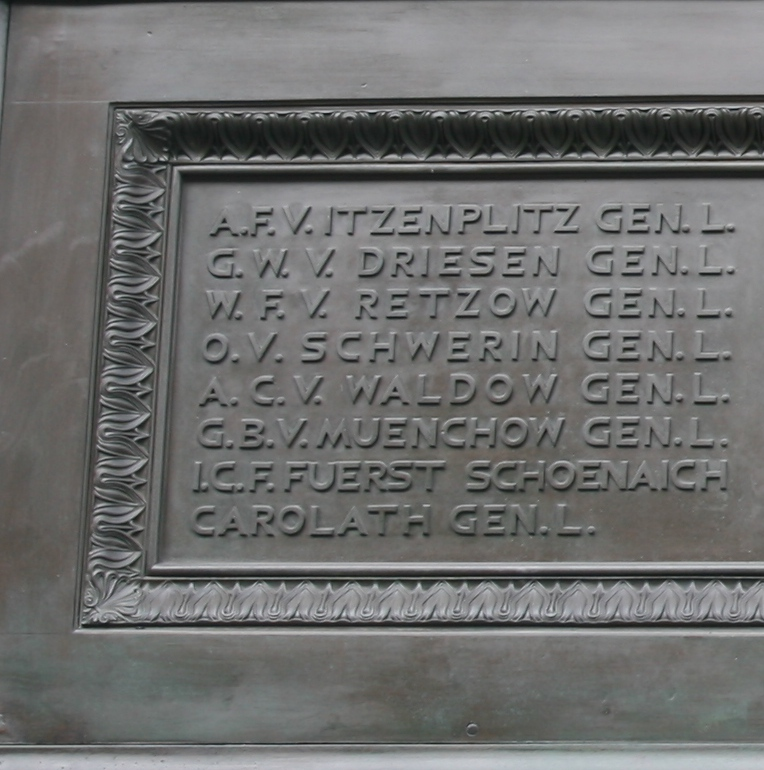
Ausschnitt der Ehrentafel

Für sein Wirken wurde sein Name 1851 auf einer der Ehrentafeln am Reiterstandbild Friedrichs des Großen verewigt.

### Familie
Driesen war seit dem 10. Dezember 1733 mit Sophia Gottliebe von Quast aus dem Hause Protzen verheiratet. Das Paar blieb kinderlos.